# Frank Rainieri
Francisco Rafael "Frank" Rainieri Marranzini (San Felipe de Puerto Plata, 1944) é um empresário da República Dominicana. É o presidente e fundador do Grupo Puntacana. Segundo a revista norte-americana Forbes, Raineri tem uma das dez maiores fortunas da República Dominicana, com um patrimônio líquido em torno de um bilhão de dólares. Em 2015, foi designado embaixador da Ordem Soberana e Militar de Malta à República Dominicana, uma posição que seu pai também ocupou quatro décadas antes.

## Início da vida
Rainieri nasceu de uma família com tradição hospitaleira. Seus avôs paternos, Isidoro Rainieri e Bianca Franceschini, migraram de Bolonha, norte da Itália, ao norte da República Dominicana, e estabeleceram dois hotéis, uma em Puerto Plata e a outra em Santiago; eles tiveram mais de dez filhos. Seus pais eram Francisco Rainieri Franceschini e Venecia Marranzini Lepore (filha de imigrantes italianos Orazio Michelo Marranzini Inginio e Inmaccolatta Lepore Rodia, que migraram na infância com suas respectivas famílias, todos eles nativos de Santa Lucia di Serino, no sul da Itália).
Fez seus estudos universitários em Filadélfia na Faculdade de San José, agora Universidade de San José.

## Punta Cana
Em 1969, Rainieri e Theodore Kheel, um advogado de Nova Iorque, adquiriu um lote de cinquenta e oito milhões de metros quadrados no extremo leste da República Dominicana, que estava coberto com selva e seis milhas de praia. Seu primeiro projeto foi um hotel de quarenta hóspedes chamado Punta Cana Club, inaugurado dois anos mais tarde. Em 1979, eles construíram o Hotel Puntacana, e o Aeroporto Internacional de Punta Cana em 1984. Em 1997, Rainieri e Kheel em parceria com Oscar de la Renta e Julio Iglesias começaram a trabalhar na Marina de Punta Cana e no desenvolvimento imobiliário da área.